# Juraj Čobej
Juraj Čobej (* 7. srpen 1971 Stropkov) je slovenský fotbalový brankář a trenér. Je ženatý a má dvě dcery.

## Klubová kariéra
Na přelomu let 2005/2006 prodělal těžkou operaci, kdy mu byl odstraněn nádor na mozku. Po 18měsíční rekonvalescenci se opět objevil v brance Artmedie v zápase proti MFK Košice. V květnu 2008 absolvoval artroskopii levého kolena a od té doby se v brance neobjevil. V prosinci 2009 ohlásil návrat do profesionálního fotbalu v některé z nižších soutěží.
S Artmedií se zúčastnil hlavní fáze Ligy mistrů UEFA.

## Reprezentační kariéra
Jeho premiérou a zároveň derniérou v reprezentačním dresu Slovenska bylo přátelské utkání 20. května 2006 proti Belgii (1:1), kdy jej trenér Dušan Galis nechal chytat úvodní tři minuty, poté jej nahradil Kamil Čontofalský.